# الن اوبرفالز
الن اوبرفالز (انگلیسی: Ellen Auerbach؛ ۲۰ مهٔ ۱۹۰۶ – ۳۰ ژوئیهٔ ۲۰۰۴) یک عکاس اهل آلمان بود.